# Бережанка (Винницкая область)
Бережанка (укр. Бережанка) — село на Украине, находится в Тростянецком районе Винницкой области.
Код КОАТУУ — 0524184202. Население по переписи 2001 года составляет 540 человек. Почтовый индекс — 24356. Телефонный код — 4343.
Занимает площадь 1,28 км².

## История
В 1946 году указом ПВС УССР село Татаровка переименовано в Бережанку. С 2020 является членом Ободовской сельской общины. С 2023 голова села Поливаний М.С.

## Адрес местного совета
24353, Винницкая область, Тростянецкий р-н, с. Ободовка, ул. Ватутина, 6